# Ebenfurth
Ebenfurth (auch Ebenfurt) ist eine Stadtgemeinde mit 3255 Einwohnern (Stand 1. Jänner 2025) im Bezirk Wiener Neustadt in Niederösterreich.

## Geografie
Ebenfurth liegt im Industrieviertel an der Leitha im Wiener Becken. Die Fläche der Stadtgemeinde umfasst 23,56 Quadratkilometer. 19,72 Prozent der Fläche sind bewaldet.

### Gemeindegliederung
Das Gemeindegebiet umfasst folgende Ortschaften (in Klammern Einwohnerzahl Stand 1. Jänner 2025):
- Ebenfurth (Stadt; 2556)
- Großmittel (Dorf;[2] 15)
- Haschendorf (Dorf;[2] 684)
  - Erholungszentrum Haschendorf (Dorf)[2] (Sdlg)

Die Gemeinde besteht aus den Katastralgemeinden Ebenfurth und Haschendorf.

### Nachbargemeinden
| Schönau an der Triesting | Pottendorf                                  |                                    |
| Sollenau                 | Kompassrose, die auf Nachbargemeinden zeigt | Hornstein (Burgenland)             |
| Eggendorf                | Zillingdorf                                 | Neufeld an der Leitha (Burgenland) |

## Geschichte
Vor Christi Geburt war das Gebiet Teil des keltischen Königreiches Noricum und gehörte zur Umgebung der keltischen Höhensiedlung Burg auf dem Schwarzenbacher Burgberg.
Später unter den Römern lag das heutige Ebenfurth dann in der Provinz Pannonia.
In Ebenfurth gabelte sich die schon von den Römern benützte Straße von Ödenburg nach Wien in mehrere Äste. Außerdem gab es hier eine Furt über die Leitha, die die Grenze nach Ungarn bildete. Man nimmt daher an, dass an der Stelle des späteren Schlosses bereits zu Beginn des 12. Jahrhunderts ein Wehrbau existierte. Da Ebenfurth erst 1160 urkundlich erwähnt wird, dürfte es sich dabei um eine weniger bedeutende Anlage, vermutlich um ein Festes Haus – das heutige Schloss Ebenfurth – gehandelt haben. Diese Anlage befand sich anfangs im Besitz des Bistums Passau, welche sie 1250 an die Feldsberger-Seefelder als Lehen vergab.
Aufgrund der Lage an der Leitha ist Ebenfurth an der niederösterreichischen Grenze zum heutigen Burgenland gelegen. Bis 1920 war Ebenfurth wie das gegenüber liegende Neufeld an der Leitha Grenzort zwischen Österreich und Ungarn. Im Gebiet zwischen Ebenfurth und Neufeld fand 1246 die Schlacht an der Leitha gegen die Ungarn statt, in der Herzog Friedrich II. (der „Streitbare“) fiel, wodurch die Babenberger in männlicher Linie ausstarben.
Um 1270 ging Ebenfurth in das Eigentum der Pottendorfer über, die hier das Mautrecht erhielten. Die Herren von Pottendorf bauten die desolate Burg zu einer romanischen Wasserburg aus.
Im Jahr 1417 ist Ebenfurth auf einem Siegel als „Statt“ bezeichnet. Die erste urkundliche Erwähnung als Stadt scheint erst 1515 auf. Eine Stadterhebung ist jedoch nicht nachzuweisen.
Ab 1486 beherrschte Matthias Corvinus für rund sechs Jahre die Stadt.
1549 bestätigte Ferdinand I. ein Marktprivileg für Ebenfurth. Ab 1569 bestanden ein Stadtrat und ein Stadtrichter. In der Folge wurde eine Schule und ein Spital gegründet; Stadtmauer und Stadttore wurden ausgebaut.
Nach dem Aussterben der Pottendorfer wurde die Stadt landesfürstlicher Besitz und an verschiedene Personen verpfändet, zuletzt ab 1581 an Wolf von Unverzagt, einen Kämmerer Rudolfs II.; 1589 erwarb Wolf von Unverzagt selbst die Stadt. Unter der Herrschaft dieser Familie wurde in den folgenden Jahren das Stadtbild wesentlich gestaltet; das Schloss erhielt das heutige Aussehen, die Kirche wurde barockisiert, die Hofmühle vergrößert. An den Stadttoren ließen die Unverzagt das Wappen der Familie anbringen. Zerstörungen durch osmanische Truppen in den Jahren 1529, 1532 und 1683 brachten Rückschläge in der Entwicklung.
In Ebenfurth bestand eine jüdische Gemeinde, aus der bedeutende Gelehrte hervorgingen. Sie verfügte über eine Synagoge und einen Friedhof. Am heutigen Annaplatz wurde ein Ghetto eingerichtet. Im Jahr 1670 wurde die Gemeinde aus der Stadt vertrieben.
Die Familie Unverzagt verkaufte 1747 Stadt und Herrschaft Ebenfurth an Leopold Suttner von Gundacker. Dieser ließ die Kapelle sowie zwei Zimmer des Schlosses durch Franz Anton Maulbertsch gestalten. 1749 wurde eine eigenständige Pfarre installiert; das Patronat übernahm die Familie Suttner.
1812 errichtete Jonathan Thornton, dessen Bruder Johann Thornton mit adeligen und großbürgerlichen Geldgebern im nahen Pottendorf einen Textilbetrieb einrichtete, eine Spinnerei. Damit begann die Industrialisierung Ebenfurths, dessen Bewohner bis dahin vorwiegend von der Landwirtschaft (Ackerbau, teilweise auch Weinbau) gelebt hatten. Die Baumwollspinnerei, eine Papierfabrik, eine Tuchwalke, eine Meerschaumdrechslerei sowie eine Perlmutterknopffabrik führten zum Zuzug von etwa 600 Menschen, für die 1839 im Süden der Stadt die Siedlung „Neu Ebenfurth“ errichtet wurde. Ende des 19. Jahrhunderts verlor diese Industriesiedlung an Bedeutung und verfiel. In der Folge errichtete die Stadt Baden auf dem Gelände ein Grundwasserwerk für die eigene Trinkwasserversorgung.
Am 1. September 1871 nahm die Bahnstrecke von Wiener Neustadt nach Gramatneusiedl (heute Teil der Pottendorfer Linie) mit dem Bahnhof Ebenfurth den Betrieb auf, am 28. September 1879 auch jene der Raaberbahn von Sopron. Die Anbindung an die Eisenbahn brachte weitere Impulse für die Industriebetriebe. Die Bevölkerung wuchs auf 2291 Gemeindemitglieder im Jahr 1881 bei nur 139 Häusern. Schwere soziale Missstände trotz eines 1876 gegründeten Armenkrankenhauses und der Bestellung von Gemeindeärzten waren die Folge. Hinzu kamen ein Stadtbrand sowie wiederholte Überschwemmungen durch die Leitha zwischen 1859 und 1881.
Infolge der Revolution von 1848/1849 entstand ab 1849 die Gemeinde Ebenfurth.
Zwischen 1915 und 1934 betrieb die Stadt Wien in Ebenfurth das Dampfkraftwerk Ebenfurth. An seiner Stelle befindet sich heute ein Umspannwerk von Wien Energie.
Während des Ersten Weltkriegs wurde in Großmittel die Rüstungsindustrie in großem Ausmaß ausgebaut. Die Explosion von Munition am 17. Juni 1917 kostete unzählige Opfer und verursachte umfangreiche Schäden (Siehe auch: Explosionskatastrophe in Großmittel 1917).
Nach dem Ersten Weltkrieg verlor Ebenfurth seine Bedeutung als Industrie- und Handelsstadt. Nach dem Anschluss Österreichs an das Deutsche Reich kam es auch hier zu Arisierungen, Übergriffen und Verwüstungen vor allem in den Novemberpogromen 1938, Verschleppung und Tötung von Einwohnern in Konzentrationslagern sowie Morden im Rahmen des Euthanasieprogramms. Widerstand gegen das Regime kam von Sozialisten und Kommunisten, aber auch von Pfarrer und Kaplan. Etliche Personen wurden verhaftet und zum Tod verurteilt.
Erneut wurde die Rüstungsindustrie in Großmittel ausgebaut, was zu einem massiven Zuzug vor allem von Zwangsarbeitern und Kriegsgefangenen führte; die Einwohnerzahl stieg von etwa 2.300 auf rund 7.000 an. Die Rüstungsindustrie und der Bahnhof als wichtiger Knotenpunkt zogen Bombenangriffe der Alliierten an. Bei einem Angriff am 24. Oktober 1943 wurde Ebenfurth teilweise zerstört und 37 Menschen kamen ums Leben. 
In der Endphase des Zweiten Weltkriegs zog 1944 eine Flüchtlingswelle von etwa 116.000 Menschen durch die Stadt. Am 1. April 1945 marschierten Truppen der Roten Armee in Ebenfurth ein, wodurch für die Stadt der Krieg zu Ende ging. Die Stadt hatte 102 Gefallene, 39 Vermisste, Bombenopfer und Ermordete erlitten; 302 Soldaten waren in Kriegsgefangenschaft.
In der Nachkriegszeit wurden die Kriegsschäden beseitigt, Kanalisation und Wasserleitung errichtet, Straßen saniert und Gemeindewohnungen erbaut. In den letzten Jahrzehnten wurde moderne Infrastruktur geschaffen, neue Siedlungsgebiete definiert und ein Industriegebiet für Betriebsansiedlungen eingerichtet.
1999 wurde der Stadt das Stadtwappen und die Stadtfahne verliehen.

### Einwohnerentwicklung
| Ebenfurth: Einwohnerzahlen von 1869 bis 2025        | Ebenfurth: Einwohnerzahlen von 1869 bis 2025 | Ebenfurth: Einwohnerzahlen von 1869 bis 2025 | Ebenfurth: Einwohnerzahlen von 1869 bis 2025 | Ebenfurth: Einwohnerzahlen von 1869 bis 2025 |
| --------------------------------------------------- | -------------------------------------------- | -------------------------------------------- | -------------------------------------------- | -------------------------------------------- |
| Jahr                                                |                                              |                                              |                                              | Einwohner                                    |
| 1869                                                | 1869                                         |                                              | 2.513                                        | 2.513                                        |
| 1880                                                | 1880                                         |                                              | 2.435                                        | 2.435                                        |
| 1890                                                | 1890                                         |                                              | 2.397                                        | 2.397                                        |
| 1900                                                | 1900                                         |                                              | 2.194                                        | 2.194                                        |
| 1910                                                | 1910                                         |                                              | 2.241                                        | 2.241                                        |
| 1923                                                | 1923                                         |                                              | 2.503                                        | 2.503                                        |
| 1934                                                | 1934                                         |                                              | 2.785                                        | 2.785                                        |
| 1939                                                | 1939                                         |                                              | 2.704                                        | 2.704                                        |
| 1951                                                | 1951                                         |                                              | 2.448                                        | 2.448                                        |
| 1961                                                | 1961                                         |                                              | 2.342                                        | 2.342                                        |
| 1971                                                | 1971                                         |                                              | 2.272                                        | 2.272                                        |
| 1981                                                | 1981                                         |                                              | 2.249                                        | 2.249                                        |
| 1991                                                | 1991                                         |                                              | 2.359                                        | 2.359                                        |
| 2001                                                | 2001                                         |                                              | 2.609                                        | 2.609                                        |
| 2011                                                | 2011                                         |                                              | 2.853                                        | 2.853                                        |
| 2021                                                | 2021                                         |                                              | 3.132                                        | 3.132                                        |
| 2025                                                | 2025                                         |                                              | 3.255                                        | 3.255                                        |
| Quelle(n): Statistik Austria, Gebietsstand 1.1.2021 |                                              |                                              |                                              |                                              |

### Religion
Nach den Daten der Volkszählung 2001 sind 57,4 % der Einwohner römisch-katholisch und 6,0 % evangelisch. 11,5 % sind Muslime, 3,0 % gehören orthodoxen Kirchen an. 19,3 % der Bevölkerung haben kein religiöses Bekenntnis.

## Kultur und Sehenswürdigkeiten
- Stadtbefestigung Ebenfurth
- Schloss Ebenfurth
- Katholische Pfarrkirche Ebenfurth hl. Ulrich
- Wiener Neustädter Kanal

## Wirtschaft und Infrastruktur

Ortskern (links unten) von Ebenfurth um 1873 (Aufnahmeblätter der Franzisco-Josephinische Landesaufnahme)

Südöstliche Umgebung von Ebenfurth um 1873 (Aufnahmeblätter der Franzisco-Josephinische Landesaufnahme)

Nichtlandwirtschaftliche Arbeitsstätten gab es im Jahr 2001 87, land- und forstwirtschaftliche Betriebe nach der Erhebung 1999 19. Die Zahl der Erwerbstätigen am Wohnort betrug nach der Volkszählung 2001 1188. Die Erwerbsquote lag 2001 bei 46,83 Prozent.

### Öffentliche Einrichtungen
In der Gemeinde gibt es eine Volksschule und eine Mittelschule.

### Verkehr
Ebenfurth liegt nahe der Südost Autobahn A 3, die das nördliche Burgenland mit Wien verbindet, sowie an der Leitha Straße B 60 von Ebreichsdorf in das regionale Zentrum Wiener Neustadt.
Im Eisenbahnnetz liegt die Stadt an der Pottendorfer Linie von Wiener Neustadt nach Wien und ist Endpunkt der Bahnstrecke Győr–Sopron–Ebenfurth der Raab-Oedenburg-Ebenfurter Eisenbahn.

## Politik

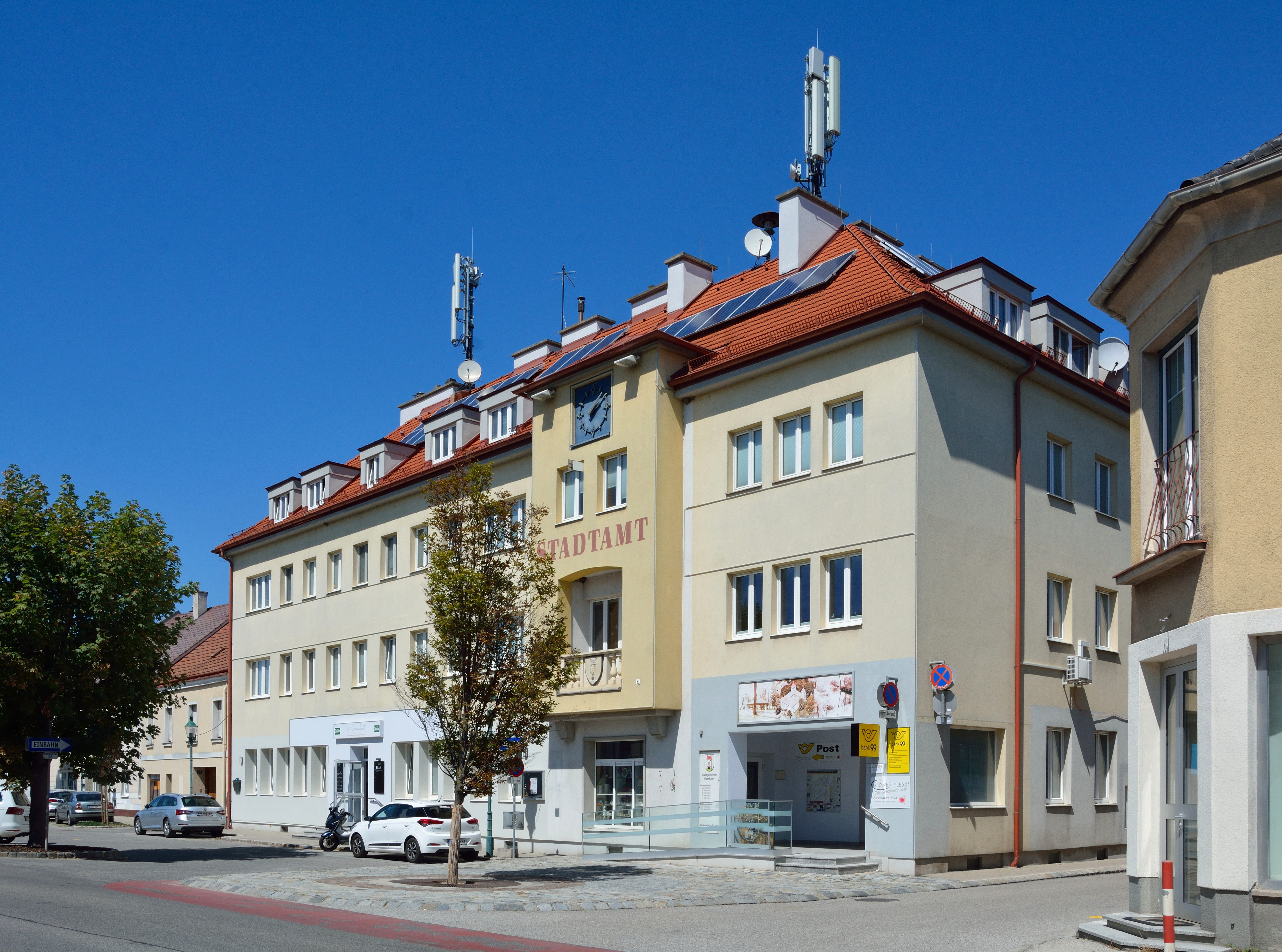
Stadtamt Ebenfurth

### Gemeinderat
Der Gemeinderat hat 23 Mitglieder.
- Mit den Gemeinderatswahlen in Niederösterreich 1990 hatte der Gemeinderat folgende Verteilung: 17 SPÖ, 3 ÖVP, und 1 FPÖ.
- Mit den Gemeinderatswahlen in Niederösterreich 1995 hatte der Gemeinderat folgende Verteilung: 12 SPÖ, 5 ÖVP, 3 Erste Unabhängige Liste Ebenfurth (EULE), und 1 FPÖ.[6]
- Mit den Gemeinderatswahlen in Niederösterreich 2000 hatte der Gemeinderat folgende Verteilung: 17 SPÖ, und 4 ÖVP.[7]
- Mit den Gemeinderatswahlen in Niederösterreich 2005 hatte der Gemeinderat folgende Verteilung: 18 SPÖ, und 3 ÖVP.[8]
- Mit den Gemeinderatswahlen in Niederösterreich 2010 hatte der Gemeinderat folgende Verteilung: 18 SPÖ, und 3 ÖVP.[9]
- Mit den Gemeinderatswahlen in Niederösterreich 2015 hatte der Gemeinderat folgende Verteilung: 18 SPÖ, 2 FPÖ, und 1 ÖVP.[10]
- Mit den Gemeinderatswahlen in Niederösterreich 2020 hatte der Gemeinderat folgende Verteilung: 18 SPÖ und 3 ÖVP.[11]
- Mit den Gemeinderatswahlen in Niederösterreich 2025 hat der Gemeinderat folgende Verteilung: 20 SPÖ, 2 FPÖ und 1 ÖVP.[12]

### Bürgermeister
- 1945–1946 Hugo Pausewang[13]
- 1946–1951 Karl Gössl
- 1951–1980 Josef Reininger
- 1980–1993 Walter Hofer (SPÖ)
- 1993–1996 Karl Dittrt
- seit 1996 Alfredo Rosenmaier (SPÖ)

### Wappen
Blasonierung: „In Silber ein viereckiger, auf einem grünen Dreiberg stehender, silberner rotgedeckter Quaderturm mit zwei roten Dachfähnchen, schwarz geöffnetem Tor, rot-silber-roten Torflügeln und halb aufgezogenem goldenem Fallgitter, über dem Tor ein roter Schild mit einem goldenen Löwen und darüber drei schwarze Schießscharten, zwei über eins gestellt. Die daraus abzuleitenden Farben der Fahne sind: Weiß für Silber, Rot und Gelb für Gold.“

## Persönlichkeiten
- Stephan Craus (16. Jahrhundert), Sammler und Lieberhaber der Lautenkunst[15] sowie Herausgeber eines Lautenbuchs[16]
- Edith Lassmann (1920–2007), Architektin
- Wilhelm Jursitzky (1896–1944), Widerstandskämpfer, hingerichtet am 21. Juni 1944 im Landesgericht Wien